# 珠芽景天
珠芽景天（学名：Sedum bulbiferum），又名珠芽佛甲草、马尿花（江苏南部种子植物手册）、零余子景天（拉汉种子植物名称），为景天科景天属的植物。分布在日本以及中国大陆的广东、四川、湖南、福建、湖北、江西、广西、安徽、浙江、江苏等地，生长于海拔100米至1,000米的地区，一般生于低山以及平地树荫下，目前尚未由人工引种栽培。